# Jerambah Rengas
Jerambah Rengas is een bestuurslaag in het regentschap Ogan Komering Ilir van de provincie Zuid-Sumatra, Indonesië. Jerambah Rengas telt 1251 inwoners (volkstelling 2010).